# أيوب حميد
أيوب حميّد، وزير سابق ونائب حالي في البرلمان اللبناني، من مواليد بلدة بيت ليف في جبل عامل وذلك في العام 1954 ميلادي، متزوج من نهاد الحسيني ولهما بنتان.

## دراسته وعمله
- درس في كلية التربية في الجامعة اللبنانية وحاز على الدبلوم عام 1982.
- عيّن مديرا عاما لوزارة الإعلام اللبنانية عام 1985 ميلادي.

## في السياسة والنيابة
- عضو المكتب السياسي في حركة أمل.
- شغل منصب رئيس الهيئة التنفيذية في حركة أمل في العام 1988.
- شغل منصب نائب لرئيس حركة أمل فترة طويلة من الزمن.
- انتخب نائبا عن محافظة الجنوب، قضاء بنت جبيل في العام 1992 ميلادي ثم أعيد انتخابه في الأعوام 1996، 2000، 2005 و2009 ميلادي.

## في الوزارة
- عيّن وزيرا للشؤون الاجتماعية في حكومة الرئيس رفيق الحريري الثالثة التي ألفها في العام 1996 ميلادي.
- عيّن وزيرا للطاقة والمياه في حكومة الرئيس رفيق الحريري الخامسة في العام 2003 ميلادي.